# Ger Lugtenburg

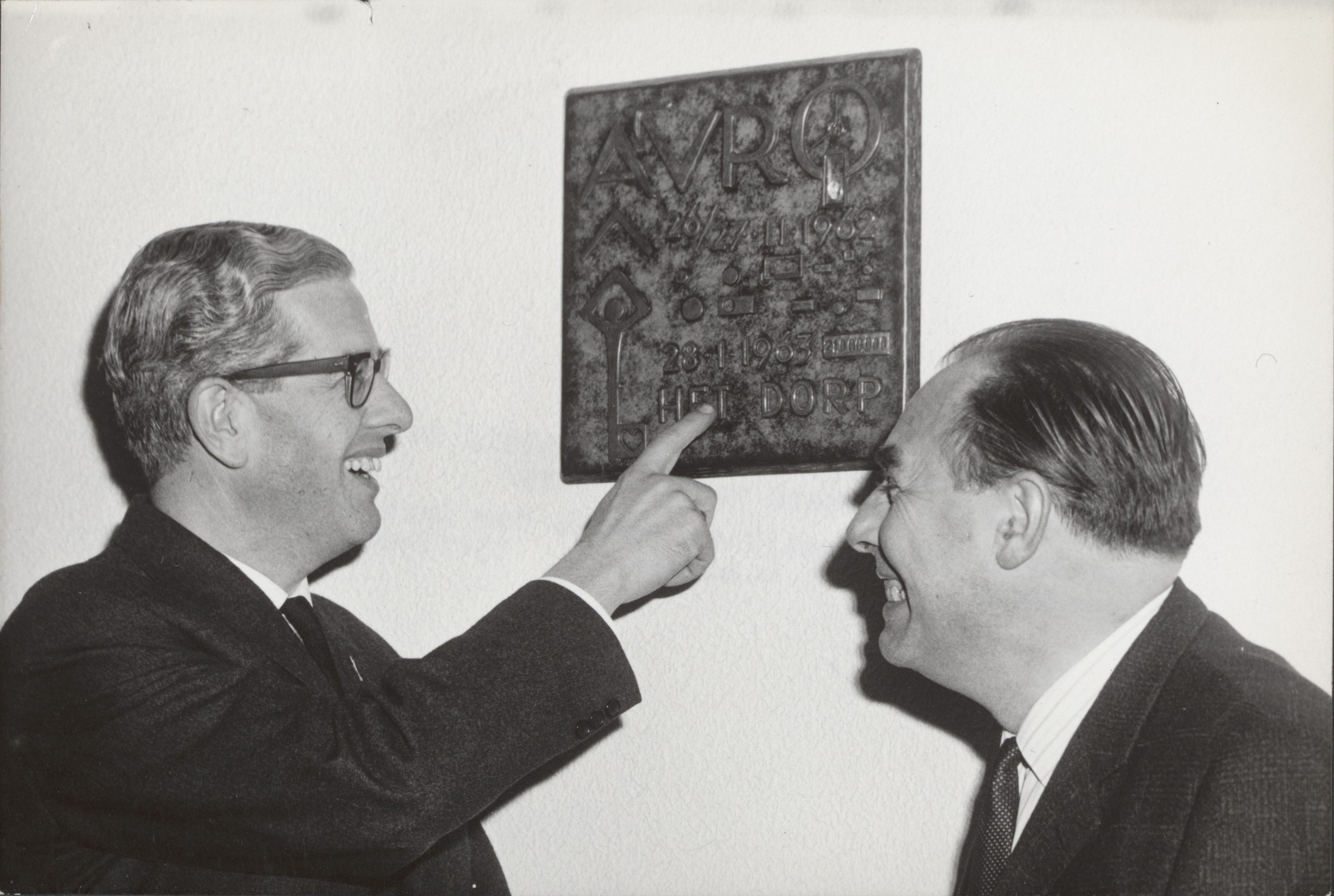
Plaquette van Ons Dorp in AVRO-studio, Arie Klapwijk (links), Ger Lugtenburg (rechts), 1964

Ger Lugtenburg (Rotterdam, 26 september 1922 - Blaricum, 22 januari 1996) was een Nederlandse radio-omroeper, televisieregisseur en televisieprogrammaleider.

## Biografie

### Opleiding en werkervaring
Geboren in Rotterdam, maar opgegroeid in Gennep, Limburg waar hij ook naar de lagere school is gegaan. Vanwege het feit dat hij heel graag bij de radio-omroep wilde gaan werken, heeft hij in een later stadium in zijn leven spraaklessen genomen om van zijn Limburgse tongval af te komen.
Ger Lugtenburg had in 1942 als declamator en hoorspelschrijver al naam gemaakt en won onder zijn schuilnaam Folklorist de derde prijs met het luisterspel "Twente viert Paschen". In januari 1943 begint zijn omroeploopbaan als hij, na het voltooien van de opleidingscursus Kleinkunst en Gesproken Woord, samen met Joop Simons, wordt aangesteld als omroeper bij de door de Duitse bezetter gecontroleerde Nederlandsche Omroep.
In 1947 komt hij in de dienst van de AVRO als omroeper en laat zich daar al snel gelden als de man van de moderne omroep- dynamiek met vooruitstrevende ideeën. Hij was iemand die hield van een bepaalde snelheid in alle programma's voor de radio als later ook voor de televisie en vindt het maar niets dat, tijdens een muziekprogramma, er soms wel 10 tot zelfs 20 seconden tussen de aankondiging en het begin van een muziekplaat zit.
Op speciale wijze kondigt hij, tijdens rechtstreekse uitzendingen, het orkest de Skymasters aan en kruipt hij als het ware in de microfoon. Dit verlevendigt de uitzending behoorlijk en zowel muzikanten als de luisteraars vonden het fantastisch.
Op donderdagochtend vroeg kreeg hij samen met collega Netty Rosenfeld het radioprogramma Ochtendrhythme, waar zij platen draaiden van de orkesten van Stan Kenton, Artie Shaw, de broers Tommy Dorsey en Jimmy Dorsey met zang van Mell Tones, de Dinning Sisters en de Andrews Sisters. Hij verzorgde tevens een aantal programma's, zoals "Camera loopt" en "Filmkrant" (filmrubriek), "Wondere wereld" (wetenschapsprogramma) en samen met Rolf ten Cate om 14 dagen op maandagavond 7.00 uur het bijzondere programma "Discogram", een periodiek voor de platenliefhebber. Een tijdlang heeft hij ook voor de AVRO microfoon het gedicht-van-de-dag voorgedragen.
In oktober 1951 stapte Ger Lugtenburg, als een van de eersten, over vanuit de radio-omroep naar het nieuwe medium televisie, mede omdat hij in 1949 al de propagandafilm "Hier is Hilversum...de A.V.R.O." heeft geproduceerd ter voorbereiding op de toekomstige televisie-uitzendingen. In zijn televisiejaren als regisseur en later als programmaleider-televisie blijkt hij het uitstekend gevoel te hebben om nieuwe talenten te ontdekken alsmede te stimuleren in hun verdere ontwikkeling. Mies Bouwman (afkomstig van de KRO) en Willem Duys wordt door hem naar de AVRO televisiestudio gehaald met als zijn topprestatie in november 1962 de eindverantwoordelijk voor de legendarische marathonuitzending Open het Dorp. Hij heeft Mr. G.B.J. Hiltermann een politieke rubriek en Pierre Janssen een kunstrubriek gegeven de televisie. Walter van der Kamp en Bob Rooyens heeft hij in staat gesteld om zich als dramaregisseur en showregisseur te ontwikkelen. Tot halverwege de jaren zestig was hij de regisseur van alle shows van Toon Hermans en de Sleeswijk Revues van Willy Walden en Piet Muijselaar en de belichaming van de Nederlandse televisie. Hij is televisie”, zei Mies Bouwman bij zijn afscheid.
Tezamen met oprichter van de AVRO Willem Vogt zou hij zijn AVRO in Nederland het liefst als een afspiegeling van de BBC in Groot-Brittannië willen zien en was derhalve dan ook geen voorstander van het Nederlandse omroepbestel met de tientallen zendgemachtigden, waardoor de kwaliteit van de programma's veel minder is door gebrek aan financiële middelen en verspilling van faciliteiten.
De laatste tien jaar van zijn AVRO loopbaan was hij adjunct-directeur televisie en vertegenwoordigde hij deze omroep in het binnen- en buitenland.
Na zijn pensionering was hij, tot zijn overlijden, in 1996 bestuurslid van het Nederlands Omroepmuseum en stelde in die hoedanigheid een serie grammofoonplaten samen onder de titel "Stemmen des tijds" met opnamen uit de vooroorlogse omroeparchieven. Zijn unieke stemgeluid is bewaard gebleven in opnamen van o.a. de korte film van de Skymasters uit 1946.
Hij was getrouwd met zangeres Reny Boone en uit dit huwelijk zijn twee kinderen geboren, een dochter (zangeres Petra Lugtenburg) en een zoon.
In de door MAX (2015) uitgezonden televisieserie Goedenavond Dames en Heren herkent men in de persoon van televisiedirecteur Peter van Dijk, bepaalde facetten van Ger Lugtenburg's carrière.
- International Standard Name Identifier: 0000 0003 9165 2591
- Nederlandse Thesaurus van Auteursnamen: 071031782
- Virtual International Authority File: 285578398
- WorldCat: E39PBJdgRVDPvb99PmF93qXDbd